# Панай
Панай (на тагалог: Panay) е остров в централната част на Филипинския архипелаг, разположен между море Сибуян на север, море Сулу на запад и юг и море Висаян на североизток, територия на Филипините. Площта му е 12 011 km². Населението му към 2020 г. е 4 543 души. На северозапад протокът Таблас го отделя от остров Миндоро, на североизток протокът Хинтотоло – от остров Масбате, а на югозапад протокът Гимарас – от остров Негрос. В протока Гимарас, в непосредствена близост до Панай, е разположен остров Гимарас. Западната част на острова е заета от планини, изградени предимно от кристалинни скали с максимална височина връх Мадиа-ас (2117 m), в близост до който е вулканът Нагтуд (2049 m). Източната част е хълмиста с височина до 834 m, изградена предимно от вулканични скали. Между тях се простира меридионално синклинално понижение, запълнено с алувиалните наслаги на реките Панай, течаща на север, и Халаур, течаща на юг. Покрай източното крайбрежие се простира ивица от коралови рифове. На острова се разработват находища на пирит, медна руда и въглища. Склоновете на планините са заети от мусонни тропични гори, а равнините – от савани. Значителни участъци по долините на двете големи реки са земеделски усвоени, като основните селскостопански култури са: ориз (90% от обработваемите земи), царевица, захарно цвекло, кокосови палми, банани. Силно развит е и местният риболов. Островът е разделен на 4 провинции: Илоило, на югоизток, с административен център град Илоило; Капис, на североизток – град Рохас; Аклан, на север – град Калибо; Антике, на запад – град Сан Хосе де Буенависта.